# 527
| 527                |
| ------------------ |
| Dødsfald - Fødsler |
|                    |

| Gregoriansk kalender | 527 DXXVII              |
| Ab urbe condita      | 1280                    |
| Armensk kalender     | I/T                     |
| Kinesiske kalender   | 3223 – 3224 丙午 – 丁未 |
| Etiopisk kalender    | 519 – 520               |
| Jødisk kalender      | 4287 – 4288             |
| Hindukalendere       |                         |
| - Vikram Samvat      | 582 – 583               |
| - Shaka Samvat       | 449 – 450               |
| - Kali Yuga          | 3628 – 3629             |
| Iransk kalender      | 95 BP – 94 BP           |
| Islamisk kalender    | 98 BH – 97 BH           |

Se også 527 (tal)

## Begivenheder
- I dette år kan man se spor af en ækvatorial vulkanudbrud, både i den grønlandske indlandsis og i antarktis.
- Justinian 1. bliver byzantinsk kejser.

## Dødsfald
- 1. august - Justinus 1., byzantinsk kejser (født ca. 450)